# Eleições na ditadura militar brasileira

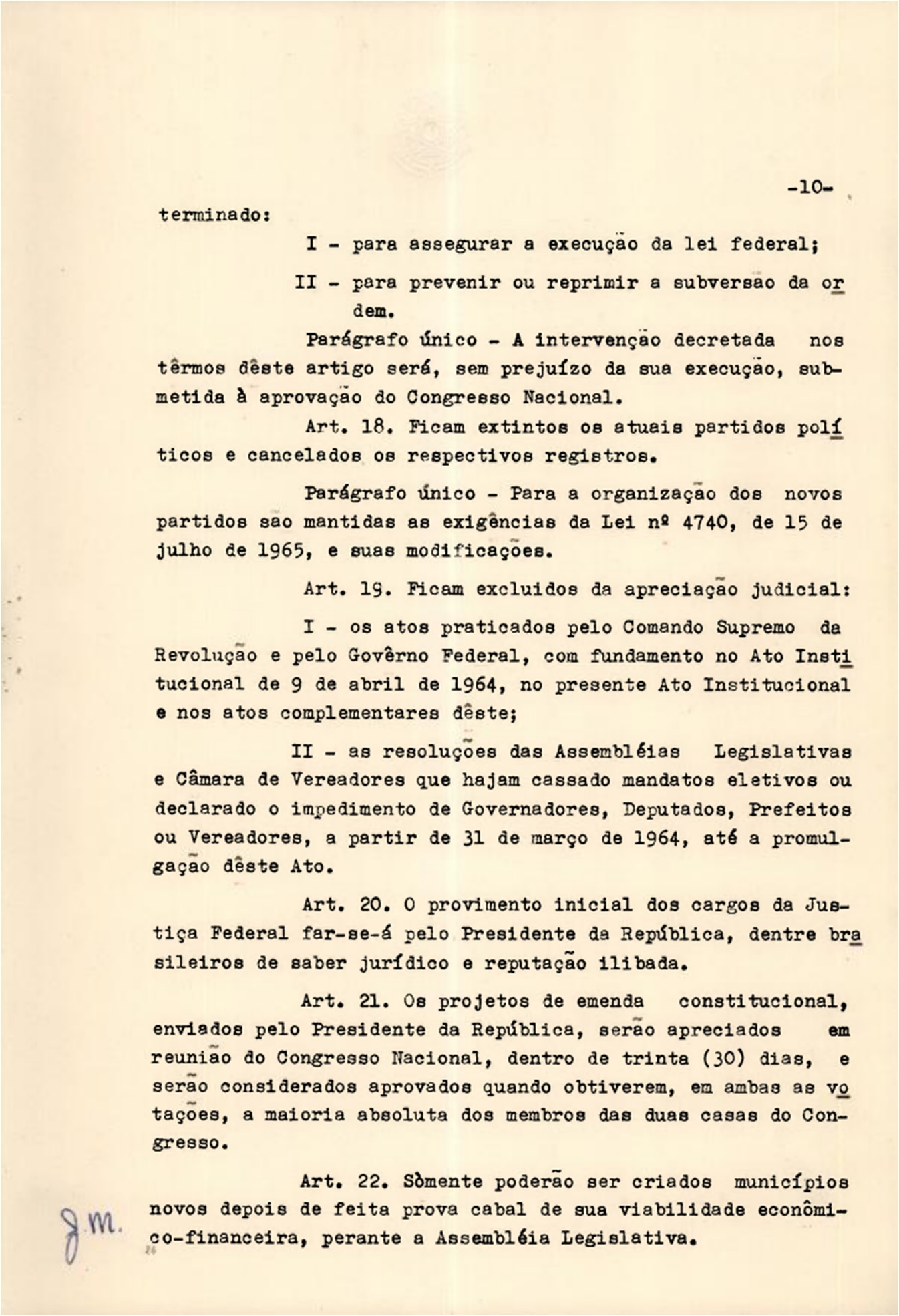
Página 10 do AI-2: "Art. 18 - Ficam extintos os atuais partidos políticos e cancelados os respectivos registros".

As eleições na ditadura militar brasileira (1964–1985) foram em grande parte indiretas e marcadas pelo bipartidarismo.
Presidentes eram eleitos por "Colégios Eleitorais" após serem escolhidos dentro das Forças Armadas. A candidatura era apresentada e o Colégio se reunia para referendar a escolha militar. Candidatos de oposição poderiam ser sugeridos, mas teriam pouca chance, já que o Colégio era organizado para garantir a maioria dos votos para o governo. Usualmente, ele era composto pelo Congresso Nacional e por outros representantes dos governos estaduais, mas sua organização foi sendo modificada com o tempo.

## História
O Golpe de 1964 proibiu o voto direto para presidente da República e representantes de outros cargos majoritários, como governador, prefeito e senador. Assim, o voto direto era possível apenas deputados federais, estaduais e vereadores. Num primeiro momento, logo após o golpe de 1964, foram mantidos os 13 partidos legalmente registrados. Porém, nas eleições diretas para governador em 11 estados em outubro de 1965, o governo foi derrotado em cinco deles, inclusive nos estratégicos estados da Guanabara e Minas Gerais. A resposta da ditadura foi o AI-2, extinguindo todos os partidos. A legislação que se seguiu permitia a criação de outros partidos, mas exigia como pré-requisito vinte senadores e 120 deputados federais — permitindo, na prática, a existência de apenas dois partidos, já que dificilmente haveria condições para uma terceira legenda reunir tantos parlamentares e se estruturar nacionalmente. Isso fez com que o bipartidarismo fosse adotado. Os dois partidos eram a Aliança Renovadora Nacional (ARENA), que reunia partidos do governo, e o Movimento Democrático Brasileiro (MDB), que aglutinava as oposições.
Em 1972, senador e prefeito tiveram eleições diretas restauradas, exceto para as capitais. Ainda assim, militares continuavam interferindo no processo eleitoral. Um "truque" utilizado era a sublegenda. Um partido poderia apresentar até três nomes para disputar um cargo. Os votos dos três candidatos eram somados e, se a sublegenda vencesse nas urnas, o mais votado assumia o posto, mesmo que tivesse obtido menos votos do que seu adversário. Segundo cientista político Jairo Nicolau, "esse sistema foi muito engenhoso, funcionou durante praticamente todo o Regime Militar. Deu estruturação aos interesses políticos da Arena e foi utilizado até no Regime Democrático, em 1986".
Os anos de chumbo desgastaram a imagem dos governos militares, que assistiram em 1974 ao crescimento do MDB nas urnas. Para tentar calar a oposição, o governo baixou em 1976 o decreto apelidado de "Lei Falcão", referenciando o ministro da Justiça Armando Falcão. Na propaganda eleitoral, foram permitidas apenas fotos dos candidatos e a voz de um locutor anunciando seu currículo. Para evitar outro fracasso nas eleições de 1978 para o Senado, o governo editou o que ficou conhecido como "Pacote de Abril". Jairo Nicolau explica:
| “ | O Pacote de Abril foi outra artimanha, uma intervenção mais forte. Cada estado tem três senadores, e, na eleição de 78, eram apenas dois senadores, um eleito diretamente e outro, indiretamente. De que maneira? Eleito pela Assembleia Legislativa de cada estado. Como a Arena era o partido majoritário, seus senadores foram eleitos em praticamente todos os estados, com exceção da Guanabara, onde o MDB era o partido majoritário. | ” |

A medida foi ironizada pela população, que apelidou os eleitos pelas Assembleias Legislativas de "senadores biônicos". Apesar das tentativas, o MDB, liderado pelo deputado Ulysses Guimarães, saiu vitorioso nas eleições de 1978, com 57% dos votos. O governo extinguiu o bipartidarismo um ano mais tarde, e o pleito de 1982 sinalizava o fim do autoritarismo.
Em 1985, o primeiro presidente civil após o Golpe de 64 foi eleito, Tancredo Neves. Embora escolhido indiretamente, a eleição marcou o fim da ditadura militar e o início da redemocratização. Após 29 anos com eleições presidenciais indiretas, ocorreu em 1989 a primeira eleição direta.

## Bilbiografia
- «Eleição indireta». Tribunal Superior Eleitoral. Consultado em 14 de outubro de 2021
- Nicolau, Jairo Marconi (2012). «5. Regime militar (1964–1985)». Eleições no Brasil: do Império aos dias atuais. Rio de Janeiro: Editora Zahar. ISBN 9788537808849. OCLC 820785542